# Santiago, Chichiquila
Santiago är en ort i Mexiko.   Den ligger i kommunen Chichiquila och delstaten Puebla, i den sydöstra delen av landet, 220 km öster om huvudstaden Mexico City. Santiago ligger 1 761 meter över havet och antalet invånare är 128.
Terrängen runt Santiago är kuperad åt sydost, men åt nordväst är den bergig. Runt Santiago är det ganska glesbefolkat, med 38 invånare per kvadratkilometer. Närmaste större samhälle är Huatusco de Chicuellar, 13,9 km sydost om Santiago. I omgivningarna runt Santiago växer i huvudsak städsegrön lövskog.